# Tito Paris
Pour les articles homonymes, voir Paris (homonymie).
Tito Paris, né le 30 mai 1963 à Mindelo, île de São Vicente au Cap-Vert, est un chanteur et musicien jouant essentiellement de la basse et de la guitare qui a déménagé vers le Portugal à l'âge de 19 ans. Il a une longue carrière derrière lui et est un des musiciens les plus populaires du Cap-Vert. Il mélange avec succès le son traditionnel des mornas, des coladeiras et des funanas avec la musique moderne.